# Мейдзі-мура
Мейдзі-мура (яп. 博物館明治村, хакубуцукан мейдзі-мура, музей "село Мейдзі") - музей просто неба у місті Інуяма, префектура Айті, Японія. Відкритий 18 березня 1965 року, містить пам'ятки архітектури періоду Мейдзі (1868-1912). Засновниками музею були Йосіро Танігуті (яп. 谷口吉郎) і Мотоо Цутікава (яп. 土川元夫). Власником музею є японська залізнична компанія Meitetsu. Найбільш відомою будовою музею є стара будівля готелю Імперіал, яка спочатку знаходилася в Токіо з 1923 по 1967 рік, після чого її було знесено, щоб звільнити місце для нового готелю. Будинок було реконструйовано американським архітектором Френком Райтом і поміщено на територію музею. 

## Розташування
Парк і музей займають площу близько 1 км². Він розташований приблизно за 6 км на схід від центру Інуями на мальовничому пагорбі над водосховищем Ірука. Проїзд від залізничного вокзалу в Нагої і станції в Інуямі потягом або на автобусі до будівлі Meitetsu Inuyama Hotel займає близько 30 хвилин, а потім автобусом від Meitetsu Inuyama Hotel до музею Мейдзі-мура близько 20 хв.

## Галерея

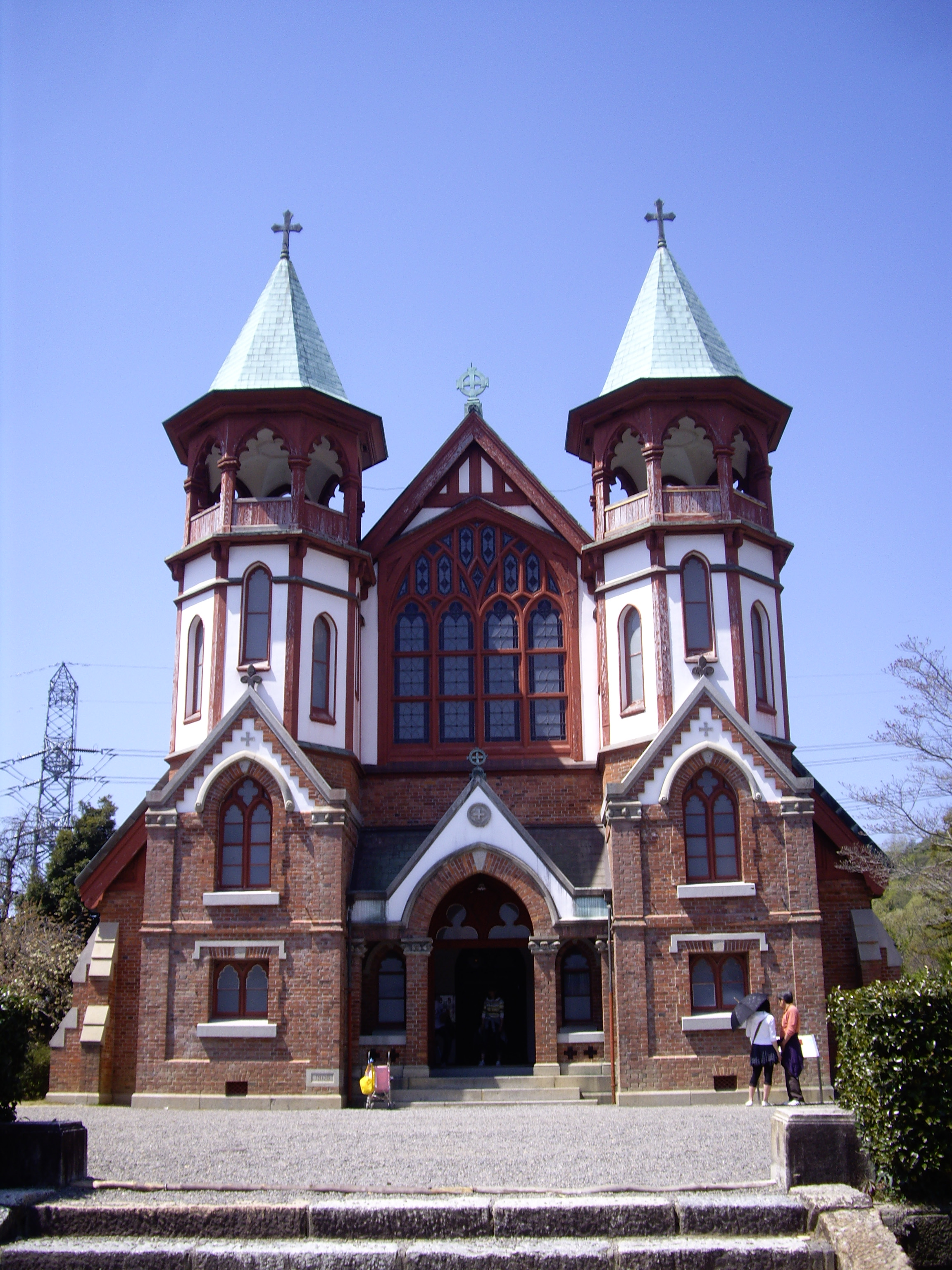
Церква Святого Іоанна, перенесена з Кіото
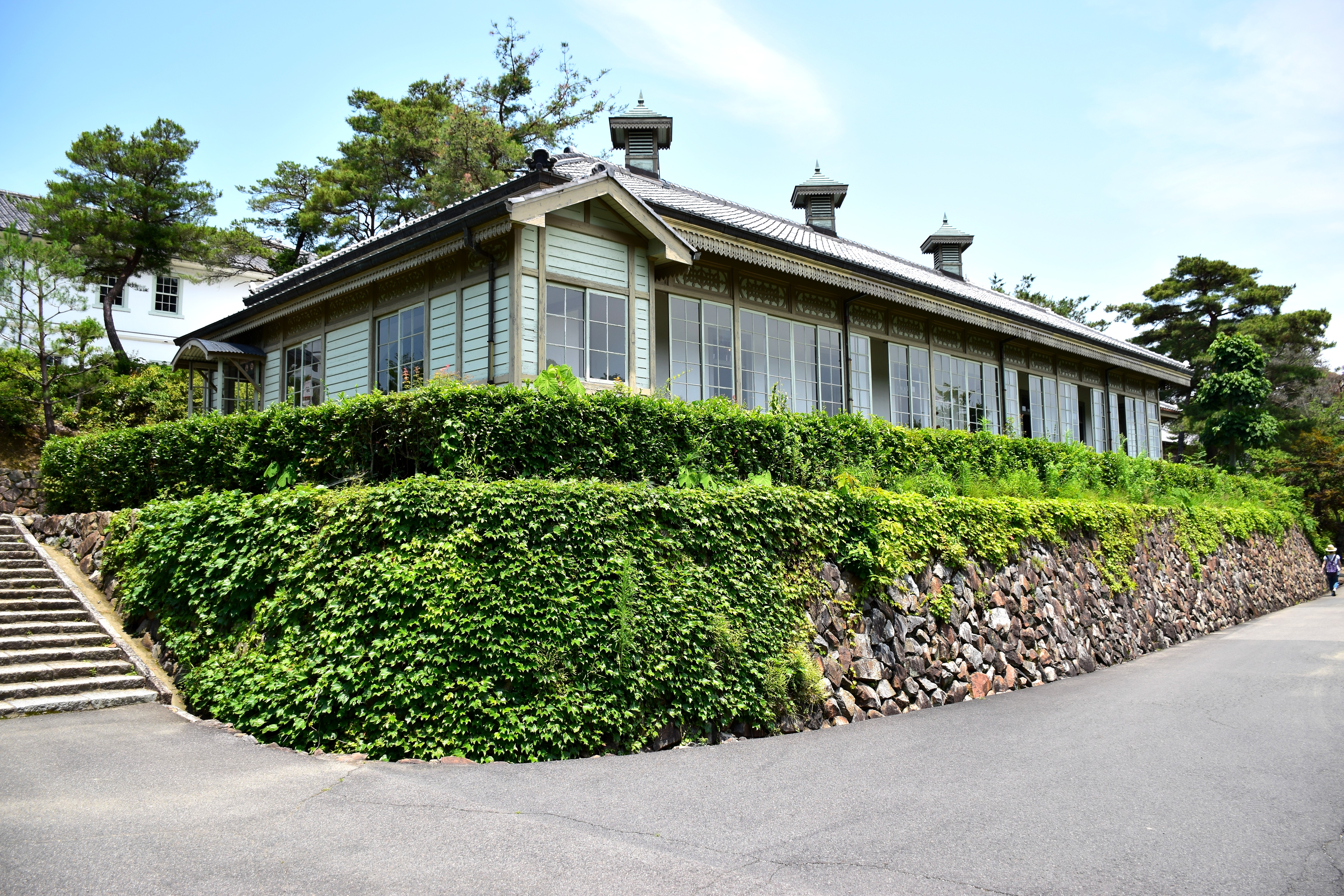
Центральна лікарня Японії, що належала комітету Червоного Хреста. Побудовано в 1890 році
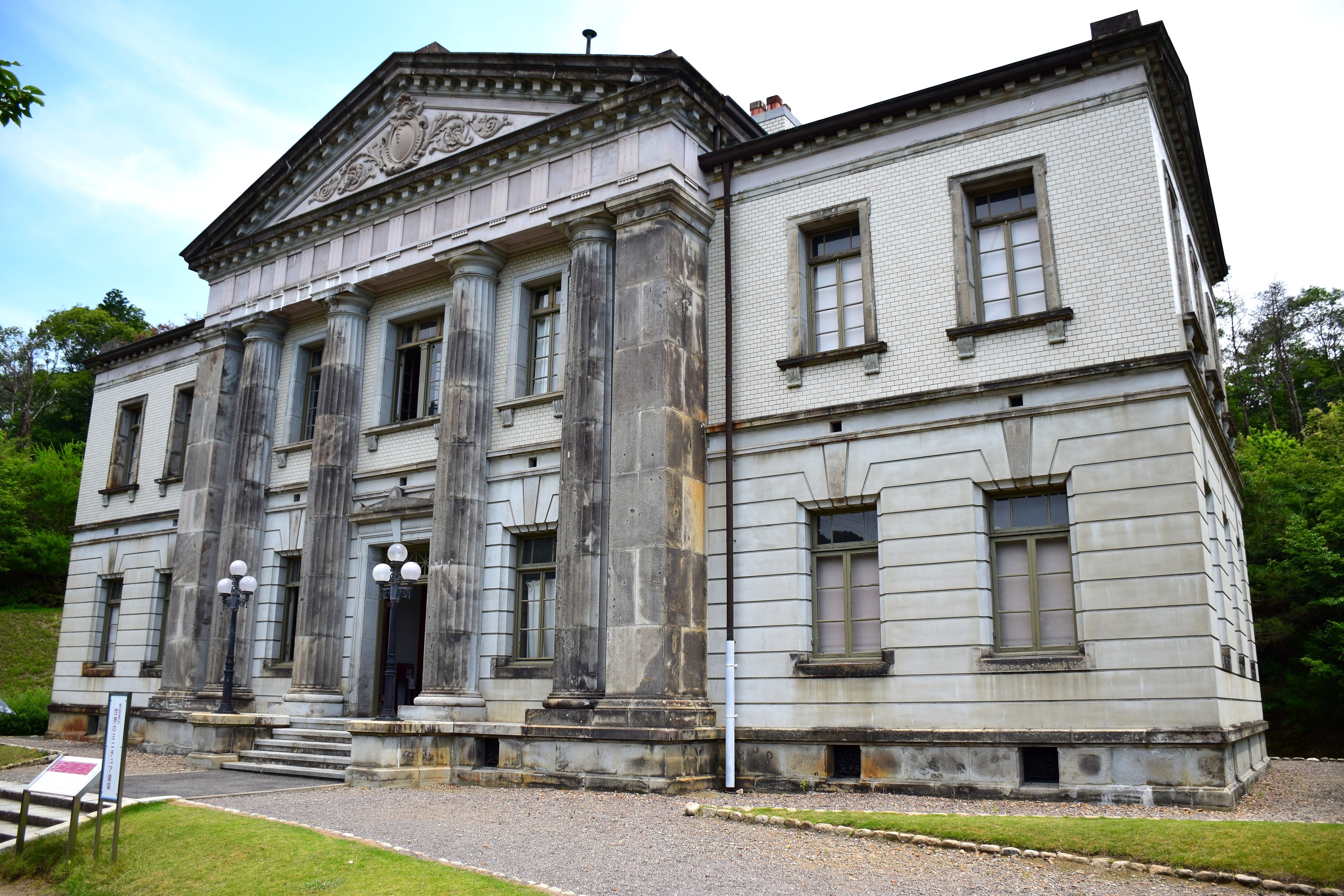
Бібліотека Імператорського палацу, перенесена з Токіо
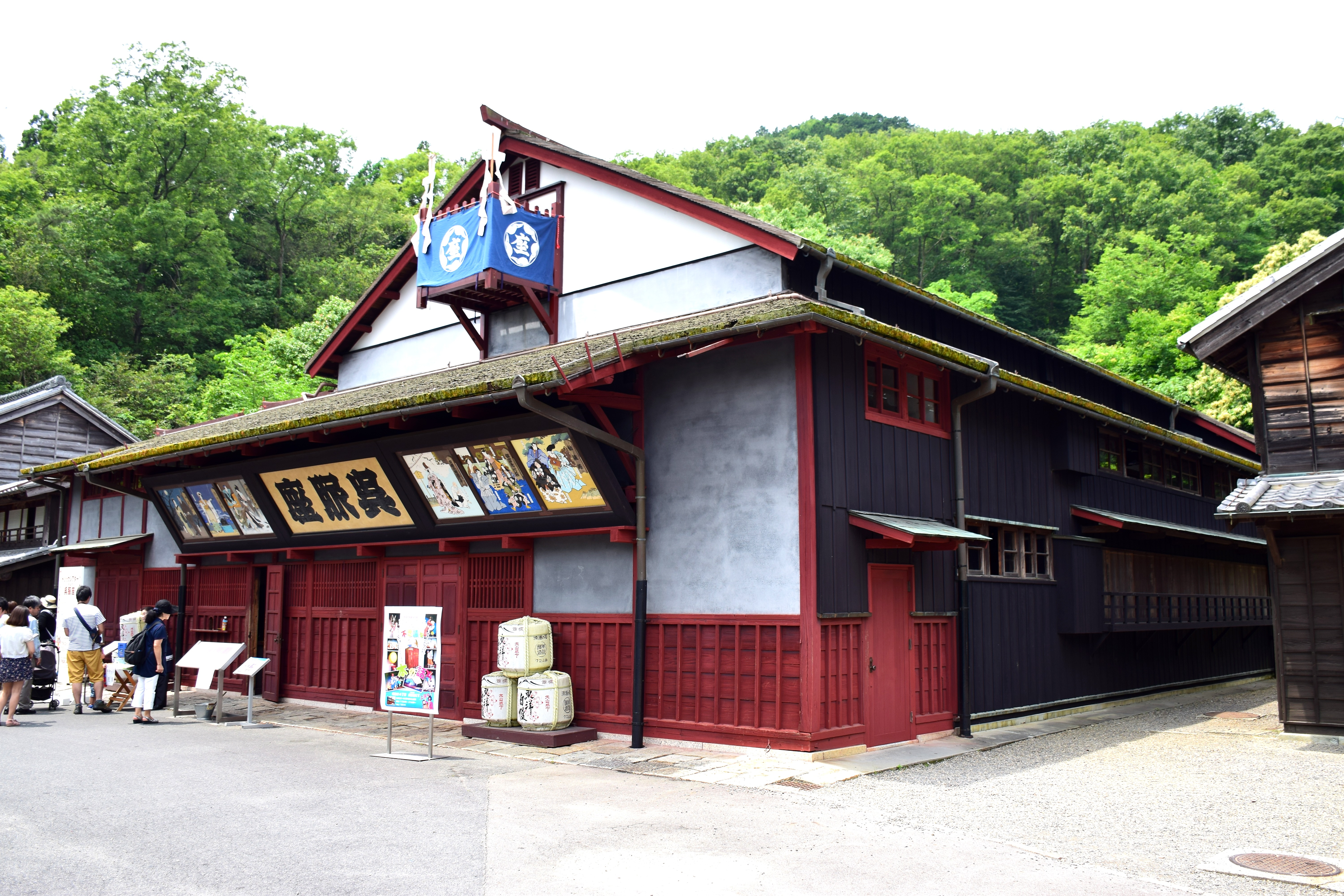
Театр Куреха-дза, побудований в 1868 році

## Ресурси Інтернету
- Офіційний сайт [Архівовано 24 жовтня 2016 у Wayback Machine.]
- Вікісховище має мультимедійні дані за темою: Мейдзі-мура
- Стаття про музей Мейдзі-мура [Архівовано 16 травня 2006 у Wayback Machine.] Time Asia 2004/08/30